# Rashidah Sa’adatul Bolkiah

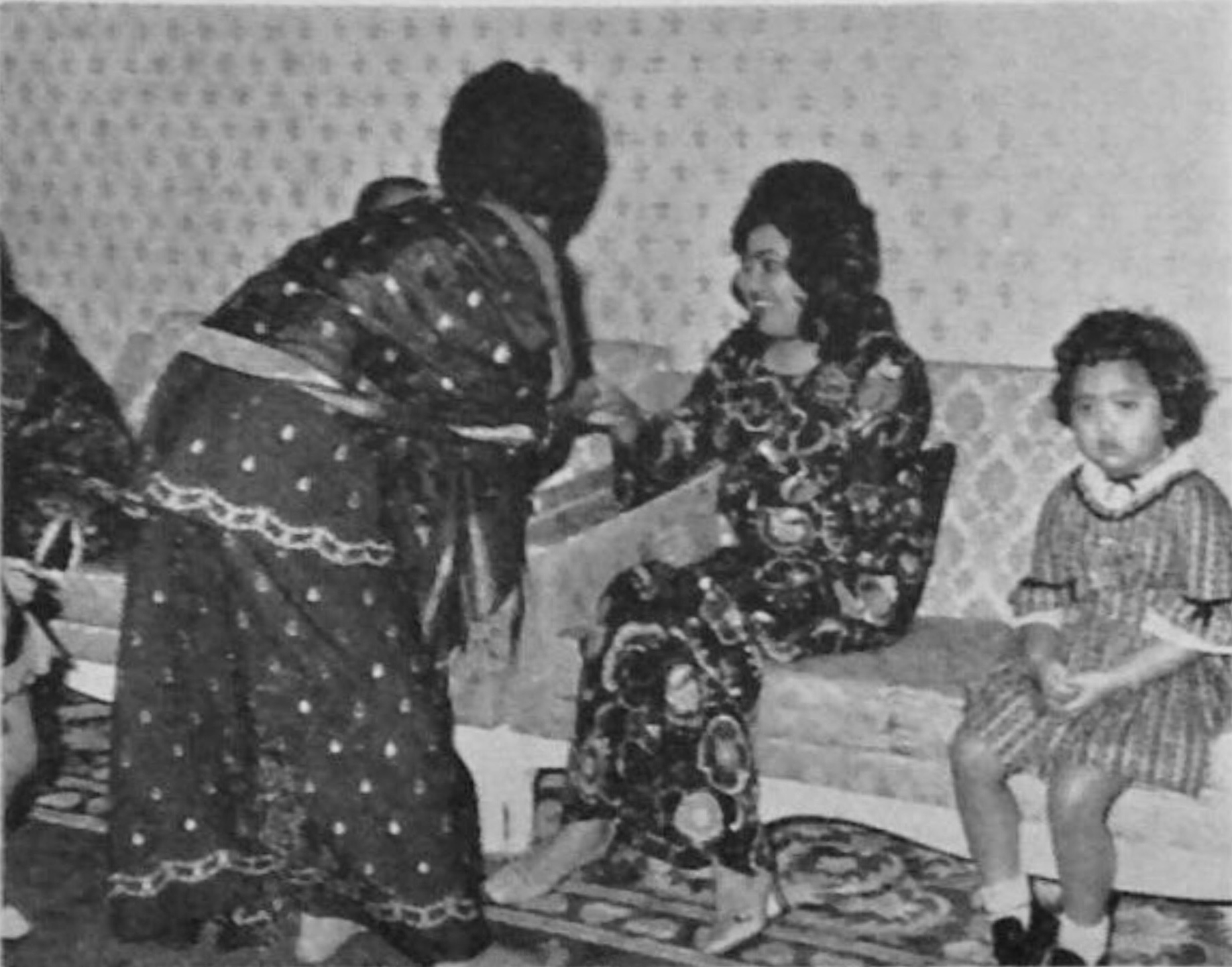
Königin Saleha und Rashidah im Istana Darul Hana, 1972

Rashidah Sa’adatul Bolkiah (malaiisch Hajah Rashidah Sa’adatul Bolkiah Binti Sultan Haji Hassanal Bolkiah, Rashida; geb. 26. Juli 1969) ist die älteste Tochter von Sultan Hassanal Bolkiah und Königin Saleha.

## Leben

### Jugend und Ausbildung
Prinzessin Rashidah besuchte die Puteri-Putera School, die Jerudong International School und graduierte an der Universiti Brunei Darussalam (UBD) mit einem Master in Public Policy und Administration (Verwaltung). Sie arbeitete 1994 im Public Service Department des Premierministers und im Ministry of Development (1995).

## Ehe und Kinder

### Ehe
Die Hochzeit von Prinzessin Rashidah mit Pengiran Maharaja Setia Laila Diraja Shahibul Irshad Pengiran Anak Haji ’Abdul Rahim wurde via Radio Television Brunei (RTB) übertragen und die Feierlichkeiten folgten dem Konzept des Melayu Islam Beraja (Malay Muslim Monarchy philosophy). Die Majlis Istiadat Bersuruh Diraja wurde am 9. August 1996 im Istana Nurul Iman abgehalten. Die Gendang Jaga-Jaga begann mit einer Aufführung von Hofmusikern mit traditionellen Musikinstrumenten, gefolgt von einem 21-fachen Salut am Lapau. Danach wurde das Menerima Tanda Diraja am 12. August zelebriert.
Am Nachmittag des 13. August begann das Menerima Pertunangan Diraja und am folgenden Tag wurde die Berbedak-Zeremonie durchgeführt. In der Sultan-Omar-Ali-Saifuddin-Moschee wurde am 15. August beim Akad Nikah Braut und Bräutigam zusammengeführt. Nach mehreren Tagen der Feierlichkeiten wurde am 18. August das Bersanding in der Thronhalle des Istana Nurul Iman in Anwesenheit der königlichen Familie und von 5.000 Gästen gefeiert.
Whitney Houston gab ein privates Konzert anlässlich der Hochzeit.

### Kinder
Prinzessin Rashidah hat mit Pengiran Anak Abdul Rahim zwei Söhne und drei Töchter:
- Pengiran Anak Raheemah Sanaul Bolkiah (geb. 28. Dezember 1997)[3]
- Pengiran Anak Hariisah Widadul Bolqiah[4]
- Pengiran Anak Abdul Raqiib (geb. 14. Mai 2002)[5]
- Pengiran Anak Abdul Haseeb (geb. 14. Januar 2006)[6]
- Pengiran Anak Raqeeqah Raayatul Bolqiah (geb. 16. Dezember 2009)[7]

## Schirmherrschaft
Rashidah ist derzeit Präsidentin der Girl Guides Association of Brunei Darussalam (PPPBD). Während der Feierlichkeiten zum World Thinking Day 2014 hob sie die Verbesserungen in den schulischen Leistungen hervor, welche die Mitglieder der PPPBD errungen hatten.

## Ehrungen

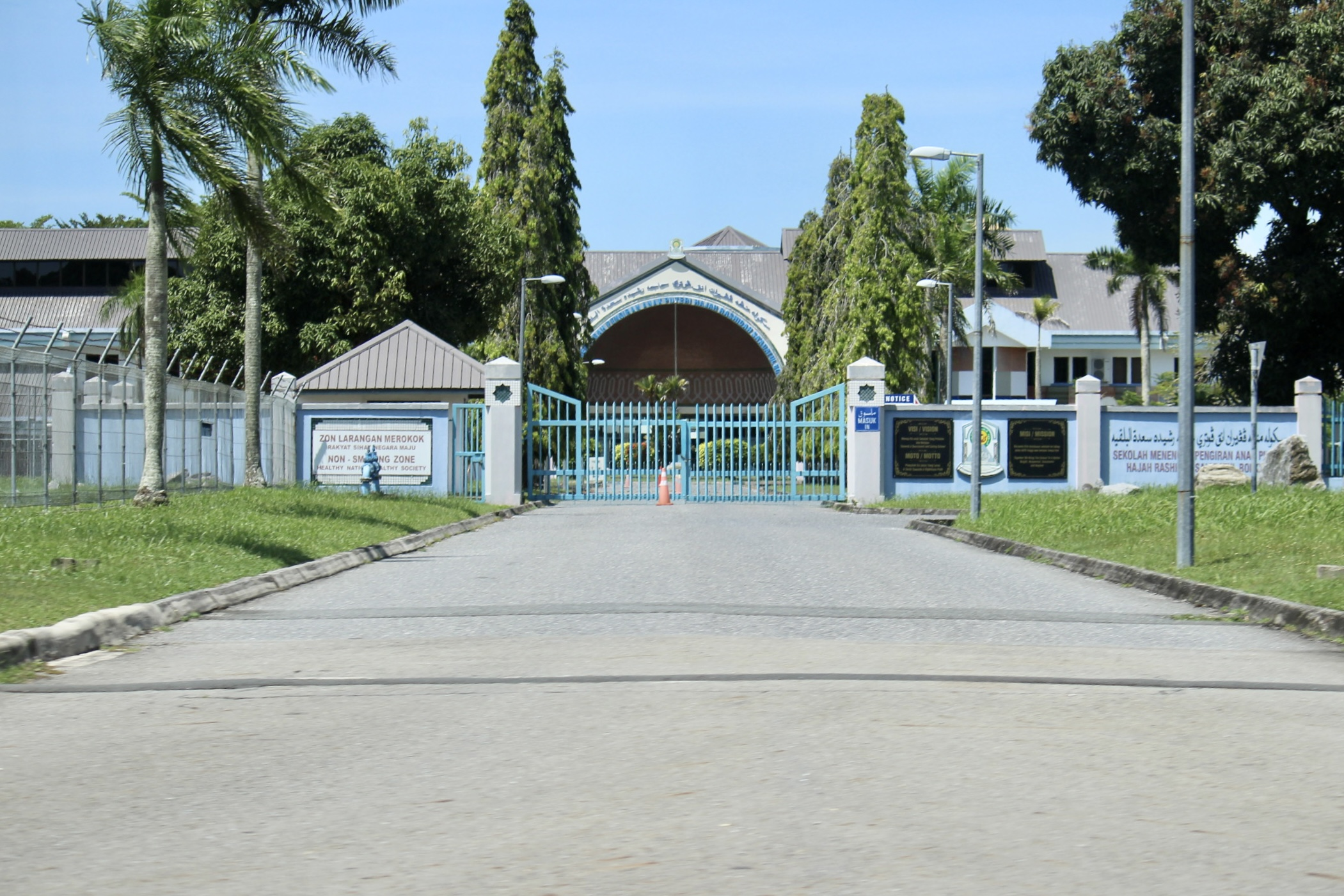
Pengiran Anak Puteri Hajah Rashidah Sa’adatul Bolkiah Secondary School

### Benennungen
- Pengiran Anak Puteri Hajah Rashidah Sa’adatul Bolkiah Secondary School, staatliche weiterführende Schule in Lumut.[10]
- Pengiran Anak Puteri Rashidah Sa’adatul Bolkiah Religious School, religiöse Schule in Seria.[11]
- Pengiran Anak Puteri Rashidah Sa’adatul Bolkiah Institute of Health Sciences, eine Gesundheitseinrichtung der Universiti Brunei Darussalam.[12]
- Pengiran Anak Puteri Rashidah Sa’adatul Bolkiah Health Centre, Gesundheitszentrum in Sungai Asam, Mukim Lumapas.[13]
- Rashidah Sa’adatul Bolkiah Mosque, Moschee in Kampong Sungai Akar, Bandar Seri Begawan.[14]
- Princess Rashidah Young Nature Scientist Award (PRYNSA).[15]

### Ehrungen

#### National
- Royal Family Order of the Crown of Brunei (DKMB; 15. August 1982)
- Sultan of Brunei Golden Jubilee Medal (5. Oktober 2017)
- Sultan Hassanal Bolkiah Medal 1. Klasse (PHBS)
- Proclamation of Independence Medal (1. Januar 1984)
- Sultan of Brunei Silver Jubilee Medal (5. Oktober 1992)

#### International
- Jordanien:
  -  Grand Cordon Supreme Order of the Renaissance (13. Mai 2008)[16]